# Johann Pachelbel
Johann Pachelbel (pronunciat [ʝoˌɦam ˈpʰaxl̩bɛl]) (Nuremberg, 1 de setembre de 1653 - ibíd. 3 de març de 1706) va ser un compositor, organista i professor alemany del Barroc. Pachelbel és un dels músics més importants de la generació anterior a J. S. Bach. Entre les seves nombroses composicions cal esmentar el seu cèlebre Cànon en Re, obra que ha estat objecte de nombrosos enregistraments.

## Primera joventut i educació
Johann Pachelbel va néixer a Nuremberg, Francònia (Alemanya), a finals d'agost de 1653 i va ser batejat l'1 de setembre. El seu pare va ser Johann Pachelbel i Anne Maria la seva mare. Va rebre la primera formació musical de Georg Caspar Wecker, organista de l'església de Sant Sebald (Sebalduskirche), i de Heinrich Schwemmer, un músic que més tard es convertia en el cantor de la mateixa església.
Johann Mattheson, una de les fonts més importants d'informació sobre la vida de Pachelbel, esmenta en la seva obra Grundlage einer Ehrenpforte (Hamburg, 1740) que Pachelbel de jove va demostrar unes habilitats musicals i acadèmiques excepcionals. Va estudiar a escoles de primària de Nuremberg i entrà a la Universitat d'Altdorf el 1669. Durant la seva estada a Altdorf, compaginà les classes amb les seves activitats com a organista en l'església de Sant Llorenç (Lorenzkirche). Malauradament nou mesos després va haver de deixar la universitat per dificultats financeres del seu pare.

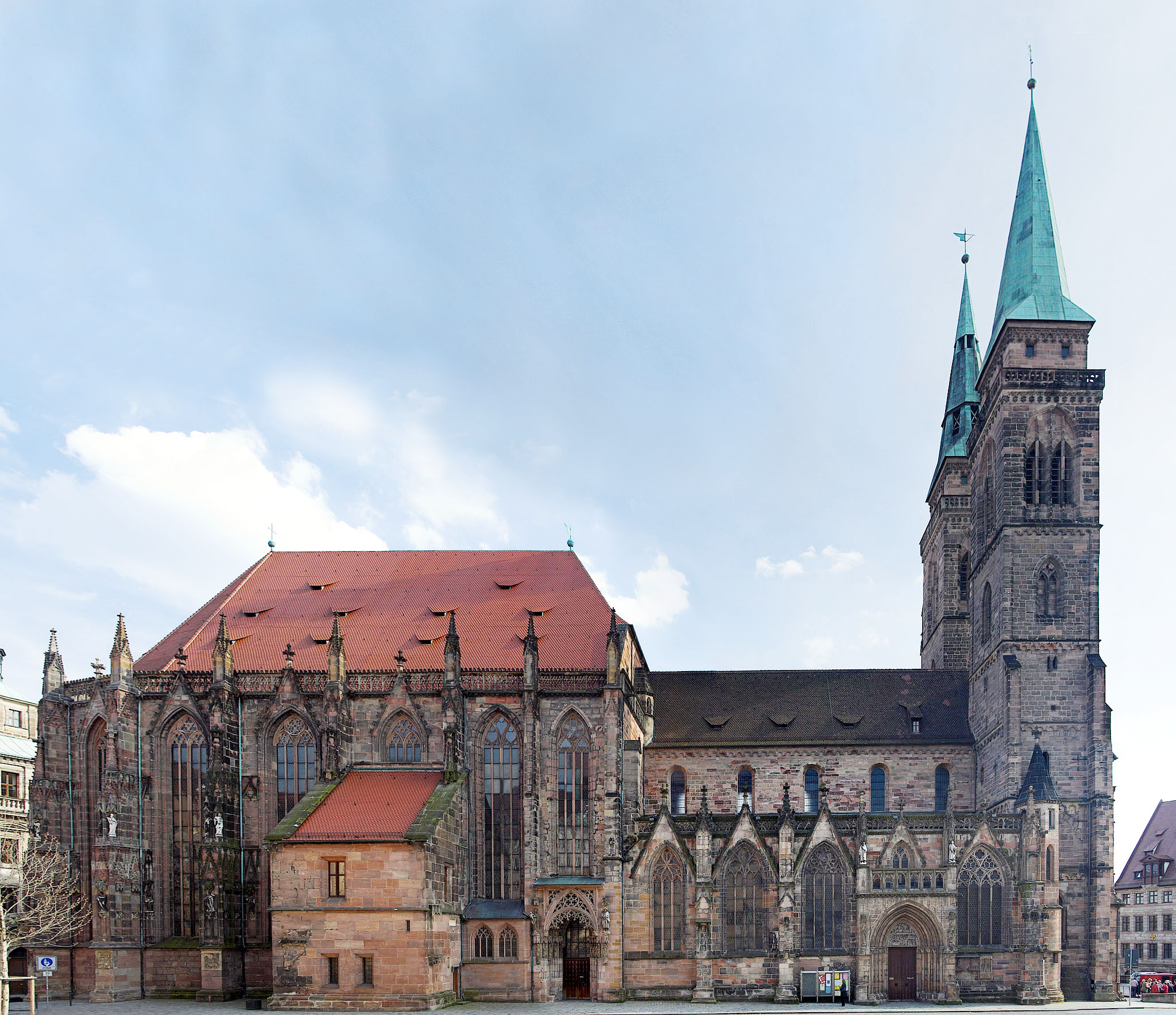
Sebalduskirche, a Nuremberg.

Per completar els seus estudis, aconseguí una beca al Gymnasium Poeticum de Ratisbona. Les autoritats escolars de Ratisbona, impressionades per les qualificacions acadèmiques de Pachelbel i el seu nivell musical, li permeteren estudiar música a fora del gimnàs amb Kaspar Prentz, un alumne de Johann Kaspar Kerll, músic molt influenciat per compositors italians com Giacomo Carissimi. Molt probablement és a través de Prentz que Pachelbel tingué coneixement de la música italiana del primer i mitjà Barroc.

## Organista a Viena
El 1674, sembla que orientat per Prentz, se'n va a Viena on aconsegueix el càrrec d'organista suplent a la Catedral de Sant Esteve (Stephansdom). En aquella època Viena era el centre del gran imperi dels Habsburg; era una ciutat cosmopolita d'una gran dimensió cultural. Amb relació a la música predominava la influència dels artistes italians al costat, també, de músics d'arreu d'Europa. Així, Johann Jakob Froberger servia d'organista a la cort fins que el 1657 el va succeir Alessandro Poglietti. També hi va viure un temps Georg Muffat.
El 1674 també va estar a Viena Johann Kaspar Kerll on hauria coincidit amb Pachelbel i probablement li hauria fet de mestre, ja que la música de Pachelbel mostra elements propis de l'estil de Kerll. Pachelbel va estar cinc anys a Viena, i allà va absorbir la música dels compositors catòlics del sud d'Alemanya i d'Itàlia, els estils del qual contrastaven amb la tradició musical luterana, molt més estricta. En alguns aspectes la carrera de Pachelbel és similar a la de Haydn, que en la seva joventut també va servir com a músic professional a la Catedral de Sant Esteve de Viena i que també va estar en contacte amb la música dels principals compositors del seu temps.

## Eisenach
El 1677 va ser nomenat organista de la cort ducal a Eisenach, on va conèixer la família Bach i es feu molt amic del pare de J. S. Bach, Johann Ambrosius Bach, que era i vivia a Eisenach. Només s'hi va estar un any perquè va haver-hi complicacions i es va quedar sense feina. Se'n va anar amb una carta del mestre de capella, Daniel Eberlin, on aquest deixava constància de les qualitats de Pachelbel, de qui deia que era "einen perfecten und raren Virtuosen.(un perfecte i rar virtuós). Amb aquest document, el 18 de maig de 1678 va abandonar Eisenach.

## Erfurt
El juny de 1678, Pachelbel va ser contractat com a organista de l'església del Predicador (Predigerkirche) a Erfurt, succeint a Johann Bach, el fill gran dels Bach. La família Bach era molt coneguda a Erfurt on pràcticament tots els organistes s'anomenarien més tard "Bach". L'amistat de Pachelbel amb els Bach trobà continuïtat i es convertí en el padrí de la filla de Johann Ambrosius, Johanna Juditha, i va ser el mestre de Johann Christoph Bach.
Pachelbel va viure a Erfurt durant dotze anys i aquí va consolidar la seva reputació com un dels principals compositors d'orgue alemanys. Els seus preludis coral serien les obres més representatives del període d'Erfurt. El contracte signat especificava que havia de compondre els preludis per als actes religiosos amb antelació, per evitar que s'improvisés durant el servei religiós. Les seves obligacions també incloïen el manteniment de l'orgue i, el més important, anualment la composició d'una obra gran per demostrar el seu progrés com compositor i organista.

## La família de Pachelbel
Pachelbel es va casar dues vegades a Erfurt. El 25 d'octubre de 1681 ho feia amb Barbara Gabler, però ella i el seu únic fill van morir el setembre de 1683 durant una epidèmia. La primera obra publicada per Pachelbel són un conjunt de variacions de coral anomenades Musicalische Sterbens-Gedancken (Pensaments Musicals sobre la Mort) (Erfurt, 1683), influïdes evidentment pel drama familiar viscut.
El 24 d'agost de 1684 es va casar amb Judith Drommer (Trummert), filla d'un ferrer de coure. Van tenir cinc fills i dues filles; els seus fills, Wilhelm Hieronymus Pachelbel i Charles Theodore Pachelbel van ser també organistes, i Johann Michael es convertiria en un fabricant d'instruments. Una de les seves filles, Amàlia, aconseguiria un cert reconeixement com a pintora i gravadora.

## Darrers anys

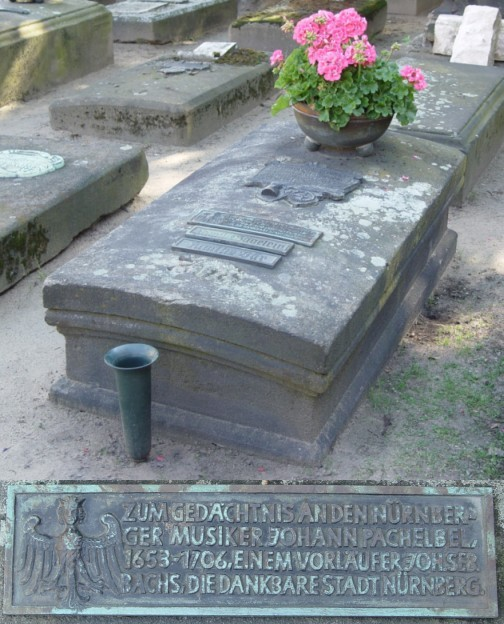
Tomba de Pachelbel en el Rochuskirchhof de Nuremberg.

El 15 d'agost de 1690 Pachelbel deixà la seva feina a Erfurt amb el reconeixement dels seus serveis per tal de millorar la seva posició professional. Al cap de dues setmanes, l'1 de setembre, aconseguia el càrrec de músic i organista a la cort de Württemberg, a Stuttgart, sota el patronatge de la duquessa Magdalena Sibylla. Per desgràcia l'any 1692 es va veure obligat a fugir a causa d'una invasió francesa. Pocs mesos més tard va tornar a la seva regió natal, Turíngia, on el 8 de novembre de 1692 va ser nomenat organista de la ciutat de Gotha. Aquí va publicar la seva primera i única obra de música litúrgica, Acht Chorale zum Praeambulieren (1693).
Durant la seva estada de tres anys a Gotha, Pachelbel rebia com a mínim dues invitacions de feina, una des de Stuttgart i un altre des d'Oxford (Anglaterra), però no en va acceptar cap.
Quan Georg Caspar Wecker, l'antic professor de Pachelbel i organista de la Sebalduskirche de Nuremberg, moria el 20 d'abril de 1695, les autoritats de la ciutat van voler que un famós fill de la ciutat com Pachelbel fos el seu successor. Li van enviar una invitació oficial i les autoritats de Gotha el deixaren marxar; ocupà el càrrec durant l'estiu de 1695.
En la seva darrera etapa va veure publicades la Musikalische Ergötzung, una selecció de música de cambra i, principalment, els Hexachordum Apollinis (Nuremberg, 1699), un conjunt de sis àries amb variacions per a teclat, que va dedicar a Dietrich Buxtehude. Encara que Pachelbel estava més influït pels compositors del sud d'Alemanya i pels italians, també coneixia l'escola del nord d'Alemanya.
Va morir a la seva ciutat natal el dia 3 de març de 1706, tot i que no va ser enterrat fins al dia 9 de març.

## Obra
Pachelbel és autor de nombroses obres, entre les quals destaquen les seves composicions per a orgue (preludis, tocates, fugues, xacones), els lieder espirituals, diverses peces per a clavicèmbal, com la notable Hexachordum Apollinis, que dedica especialment a Ferdinand Tobias Richter i Dietrich Buxtehude, corals, algunes misses, motets, cantates, fantasies i magnificats.
Va ser un mestre de l'estil cantabile, amb una regularitat en el desenvolupament de les veus, de l'harmonia i el ritme. Malgrat tot, la seva música, tant la instrumental com la vocal, va restar oblidada poc després de la seva mort i no es va recuperar fins a la primera meitat del segle xix, quan Franz Commer va publicar part de la seva obra per a orgue. Es va editar la sèrie completa de les seves 95 fugues sobre el Magnificat i moltes de les seves obres per a clavicèmbal van ser incloses en una edició posterior.

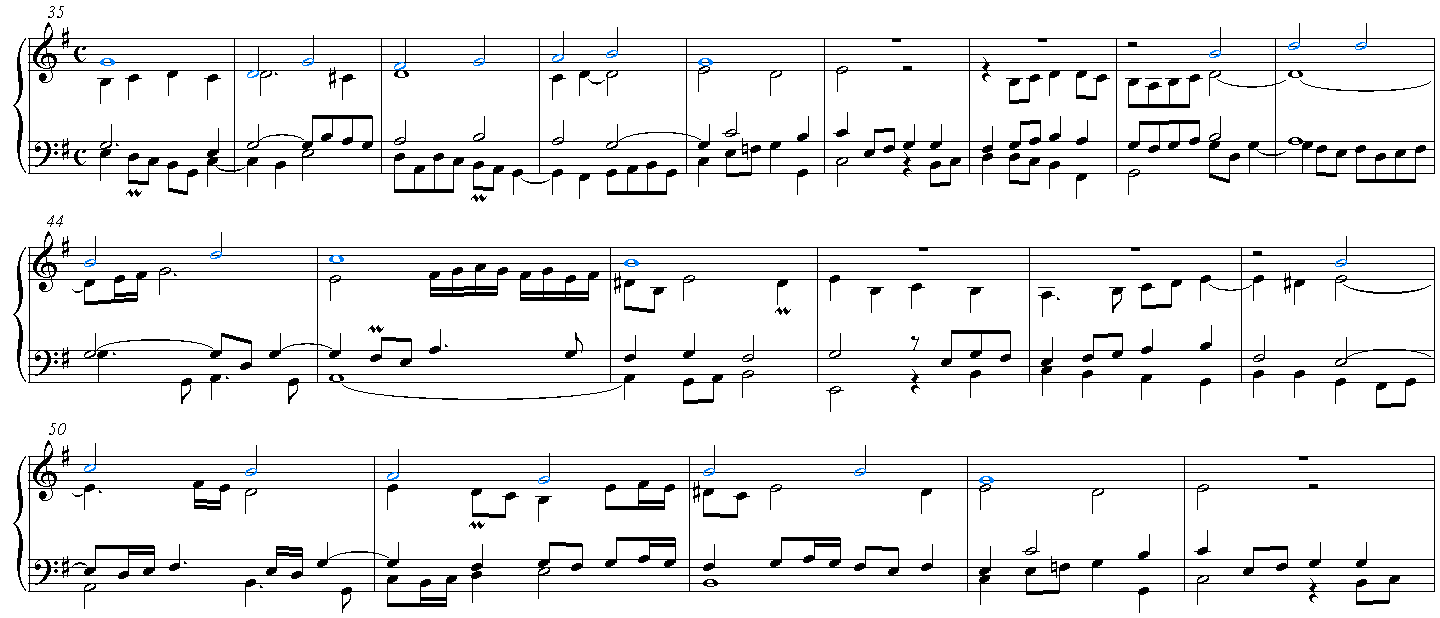
Compassos 35-54 del coral Wenn mein Stündlein vorhanden ist.